# Petru Gherghel
Petru Gherghel (Gherăeşti, Condado de Neamţ, Romênia, 28 de junho de 1940) é um clérigo romeno e bispo católico romano emérito de Iaşi.
Petru Gherghel frequentou o seminário de Iasi e recebeu em 29 de junho de 1965 pelo Bispo de Alba Iulia, Áron Márton, o Sacramento da Ordem. Depois de uma capelania foi em 1º de novembro de 1970 professor no seminário de Iasi e em 1º de março de 1970 seu reitor.
Em 21 de fevereiro de 1978, o Papa Paulo VI o nomeou Ordinarius ad nutum Sanctae Sedis cum munere administratoris apostolicis da Diocese de Iasi por decreto da Congregação para os Bispos. Ele promoveu a formação sacerdotal e conseguiu enviar quase 150 padres para estudar no exterior. De 1978 a 1990 Gherghel foi Administrador Apostólico de Iasi.
Após o fim da era Ceauşescu e a normalização da situação da igreja, o Papa João Paulo II o nomeou Bispo de Iaşi em 14 de março de 1990. O funcionário da Secretaria de Estado da Santa Sé, arcebispo da Cúria, Dom Angelo Sodano, o consagrou em 1º de maio do mesmo ano; Os co-consagradores foram o Arcebispo de Bucareste, Ioan Robu, e o Bispo de Munster, Reinhard Lettmann. Em 15 de agosto de 1990, o bispo Peter Gherghel lançou a pedra fundamental para a nova catedral Sfânta Maria Regină ("Maria Rainha"), que ele pôde inaugurar em 1º de novembro de 2005.
Em 6 de julho de 2019, o Papa Francisco aceitou a renúncia de Petru Gherghel por motivos de idade.